# Nyizsini légibázis
A Nyizsini légibázis (ukránul: Авіаційна база Ніжин, magyar átírásban: Aviacijna baza Nyizsin) Ukrajna Csernyihivi területén, Nyizsin mellett, a várostól északra található repülőtér. A szovjet időszakban katonai repülőtérként üzemelt. A Szovjetunió felbomlása után az Ukrán Légierő használta, majd 1999-től a Rendkívüli Helyzetek Minisztériumának (napjainkban Ukrán Állami Katasztrófavédelmi Szolgálat) felügyelete alá került és a szolgálat légi bázisaként működik.

## Története
A szovjet időszakban katonai repülőtérnek épült, ahová 1953-ban települt a Moszkvai területről (Kratovóvól) az akkor Tu–4-es gépekkel felszerelt 199-es távolfelderítő gárdaezred. Az ezredet 1956-ban Tu–16R sugárhajtású felderítő repülőgépekkel szerelték fel, majd 1964-ben Tu–22R és Tu-22P típusú gépekre fegyverezték át.
A Szovjetunió felbomlása után a légibázis és a repülőegység ukrán fennhatóság alá került és az Ukrán Légierő kötelékében üzemelt tovább. 1996-ban az ezredet átszervezték 18. önálló távolfelderítő századdá. Ekkor az egység 6 db An–30B légi fényképező repülőgépe, 3 db Tu–22R felderítő repülőgépe, valamint egy db Tu–22U képző-gyakorló repülőgép állomásozott a repülőtéren. 1999-ben a légibázist és a 18. önálló távolfelderítő századot átadták a Rendkívüli Helyzetek Minisztériumának (MNSZ). A repülőszázadot átnevezték az MNSZ 300. speciális repülőegysége névre. 2001-ig a Tu–22-es gépeket szétbontották.
A repülőtér napjainkban az MNSZ utódjaként létrehozott Ukrán Állami Katasztrófavédelmi Szolgálat (DSZNSZ) légibázisaként működik és a szolgálat repülőeszközei (Mi–8 és EC145 helikopterek, An–30 légi fényképező repülőgépek, An–26 szállító repülőgépek és An–32P tűzoltó repülőgépek) állomásoznak ott.

## Galéria
- A repülőtér látképe
- H225 és EC145 helikopterek egy hangárban a Nyizsi repülőtéren. A bal oldali helikopter 2023. január 18-án lezuhant
- An–32P tűzoltó repülőgépek a repülőtéren
- Az ukrán katasztrófavédelem EC145-ös helikoptere